# Ruhland

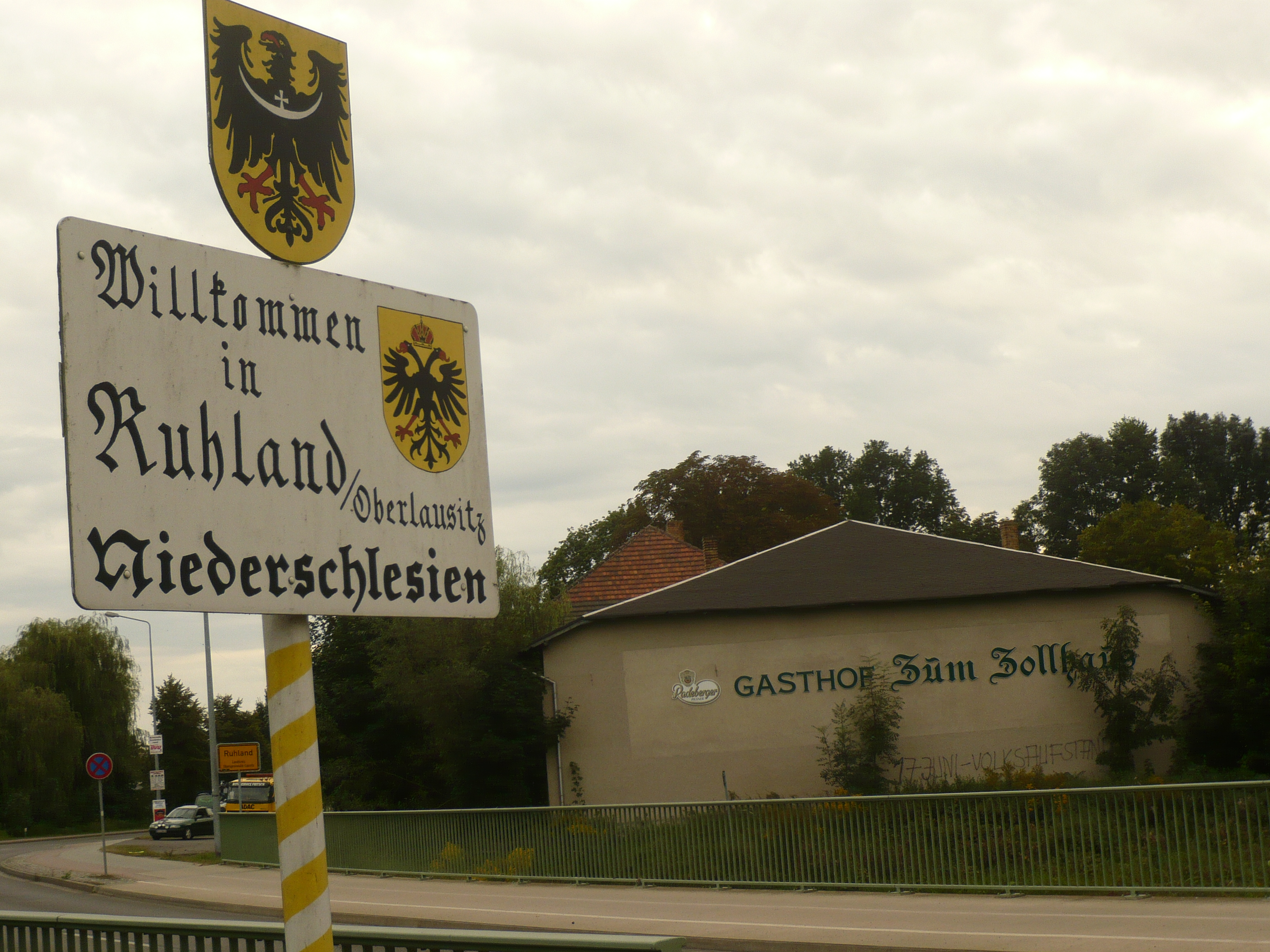
Willkommen in Ruhland, Niederschlesien / Zollhaus

Ruhland (sorbisch: Rólany) ist eine Landstadt im Landkreis Oberspreewald-Lausitz im Süden des Landes Brandenburg, westlich von Hoyerswerda und östlich von Elsterwerda. Sie ist Verwaltungssitz des Amtes Ruhland.

## Geografie
Die Stadt Ruhland liegt etwa zehn Kilometer südwestlich von Senftenberg und südöstlich von Lauchhammer in der Oberlausitz. Unmittelbar nördlich der Stadt beginnt die Niederlausitz, von ihr durch die Schwarze Elster getrennt. Durch den Ort fließen das Ruhlander Schwarzwasser und der Ruhlander Binnengraben der Schwarzen Elster. Ruhland liegt im geografischen Raum der Königsbrück-Ruhlander Heiden.
Das Gebiet um Ruhland und Tettau ist der einzige Teil der Oberlausitz im Land Brandenburg. Alte und neue Flurnamen sind in der Liste der Flurnamen in Ruhland aufgezählt und beschrieben.

## Stadtgliederung
Zu Ruhland gehören der Gemeindeteil Arnsdorf und die Wohnplätze Herschenzmühle, Kolonie Schönburgsau, Matzmühle, Neue Sorge und Waldesruh.

## Geschichte

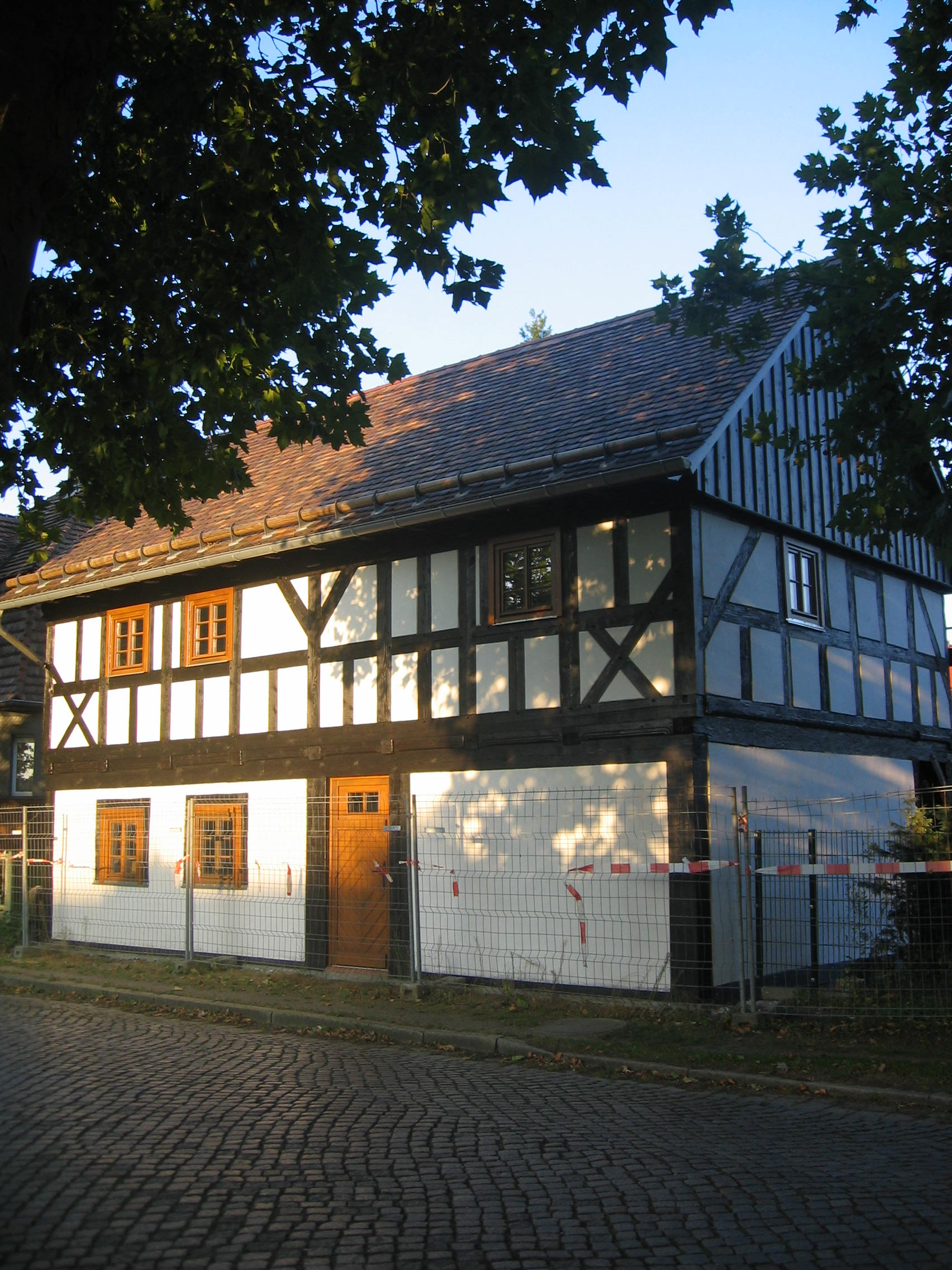
Ältestes Haus in Ruhland (1672), Dresdener Straße 35, 2016 restauriert

### Vom 14. Jahrhundert bis zum Zweiten Weltkrieg
Ruhland wurde als Fischersiedlung gegründet und war schon vor 1200 Kirchdorf. Urnenfunde lassen auf eine Besiedlung bereits am Ende der Jungsteinzeit schließen (ca. 2500 v. Chr.). Im Jahre 1317 wurde der Ort als Rulant erstmals urkundlich erwähnt. Der Ort kam 1319 mit dem Wechsel der Oberlausitz von der Markgrafschaft Brandenburg zu Böhmen. 1332 wurde die Kaupenburg erstmals in einem Kaufvertrag als „Schloß Rulant“ genannt. Im Jahre 1397 wurde Ruhland in einer Urkunde König Wenzels IV. von Böhmen erstmals als Stadt genannt. Im Mittelalter und in der frühen Neuzeit war Ruhland Grenz- und Zollstation zwischen der Oberlausitz und Kursachsen.
Mehrfach, unter anderem 1542, später im 17. Jahrhundert 1624, 1648 und 1661 wurden zahlreiche Gebäude Ruhlands durch Brände zerstört. Am 22. August 1768 fielen fast alle Gebäude einem weiteren Großbrand zum Opfer: 184 Bürgerhäuser, 60 Scheunen sowie öffentliche Gebäude und die Kirche. 20 Häuser überstanden den Brand. Eines davon existiert heute noch und befindet sich in der Dresdner Straße, auf der Wetterfahne ist das Jahr 1672 angegeben. Der Wiederaufbau 1768–1774 erfolgte nach Plänen von Samuel Locke. Die Kirche wurde in der heutigen Form im Barockstil zwischen 1772 und 1774 neu erbaut. Das Holz für den Turmbau bekam Ruhland von der angrenzenden Gemeinde Zschornegosda (Teil des heutigen Schwarzheide) geschenkt. Am 1. April 1870 wurde Ruhland an die Bahnstrecke Großenhain–Cottbus angebunden und erlebte einen wirtschaftlichen Aufschwung. Das ansässige Gewerbe, besonders die Fischerei und das Schuhmacherhandwerk, versorgte bis 1900 das Umland. Ab dem 19. Jahrhundert wurde die Stadt vom nahen Braunkohletagebau geprägt. Veränderte Grundwasserverhältnisse (stärkere Absenkungen, dadurch Zustrom eisenhaltigen Schichtenwassers) führten dazu, dass die am 23. Mai 1914 eröffnete Badeanstalt später nur noch als Angelgewässer genutzt werden konnte.
Während des Zweiten Weltkriegs wurde Ruhland wiederholt von alliierten Fliegerverbänden angegriffen. Zuerst geschah dies am 21. Juni 1944 durch 123 B-17 Flying Fortress der 8th Air Force. Die Maschinen hatten als Teil der Operation Frantic das Hydrierwerk der BRABAG in Schwarzheide als Ziel und landeten nach dem Angriff auf Flugfeldern in der UdSSR. Am 24. August und am 11. September 1944 folgten jeweils weitere Angriffe als Teil der Luftschlacht über dem Erzgebirge. Ein für den 7. Oktober geplanter Großangriff mit 333 Maschinen der USAAF wurde wegen schlechter Sicht nicht ausgeführt, stattdessen wurden Dresden und Freiberg bombardiert. Das Gleiche passierte am 15. Februar 1945, als ein weiterer geplanter Angriff von 459 Flugzeugen auf Ruhland nicht ausgeführt werden konnte und daher Cottbus angegriffen wurde. In der ersten Jahreshälfte 1945 folgten dann noch weitere Angriffe. Insgesamt wurden im Ort 18 Häuser zerstört, 140 Einwohner wurden getötet.
Wechselnde Herrschaften
Seit 1397 war Ruhland im Besitz der Adelsfamilie von Gersdorff. Diese verkaufte 1618 das Schloss Ruhland (Kaupenburg) an einen Gottfried von Wölfersdorff auf Bernsdorf und 1622 den Gutsbesitz (Ruhland, Guteborn, Arnsdorf und Biehlen) an Hans Georg von Hoym. 1783 starb Gotthelf Adolf von Hoym, sein Besitz fiel an seine Tochter Louise-Henriette, Gemahlin Heinrichs XLII., des späteren Fürsten Reuß zu Schleiz.
1849 endete die Gerichtszuständigkeit der Gutsherrn (Patrimonialgerichtsbarkeit). 1880 starb Adelheid zu Reuß-Schleiz, ihr Besitz ging an die Tochter Anna zu Bentheim-Tecklenburg-Rheda. Nach deren Tod 1902 fiel der Besitz an ihre älteste Tochter, Prinzessin Luise zu Schönburg-Waldenburg, Mutter des letzten Schlossherrn auf Guteborn, Prinz Ulrich, 6. Fürst von Schönburg-Waldenburg.
Die Wappen der Adelsfamilien befinden sich im Wappensaal des Gutshofes und an der Patronatsloge der evangelischen Kirche.

### In der DDR
Jugendopposition
In den 1960er Jahren erlangte das „Zollhaus“ Ruhland, eine nahe der Autobahnabfahrt gelegene Gaststätte mit Tanzsaal, überregionale Bedeutung für die Entwicklung einer von der herrschenden SED unabhängigen und westlich orientierten Jugendkultur. Die resolute Wirtin Trude Wolf lud auch nach der Leipziger Beatdemo immer wieder von den Genehmigungs-Behörden verbotene bzw. in der DDR unerwünschte Beat-Bands ein, die Tramper aus allen Bezirken der DDR anzogen. Ruhland wurde zu einem „Mekka der Osthippies“. In den 1980er Jahren organisierte der Enkel der Wirtin vor allem Blues-Konzerte, u. a. mit der Kult-Band Monokel.
Schulgarten
Der Biologielehrer Horst Bormann erreichte mit viel Engagement unter Einbeziehung von Schülern im Schulunterricht und in der Freizeit eine Gestaltung des Schulgartens mit Beeten und besonderen Anlagen und Einrichtungen, die als vorbildlich und beispielhaft (1955 Konsultationsgarten und danach Muster-Schulgarten im Kreis Senftenberg, Vorzeigebeispiel im Bezirk Cottbus) galt und über eine Fernseh-Dokumentation in der gesamten DDR bekannt wurde. Dieser Schulgarten musste nach 1990 aufgegeben werden, ein bescheidener Ersatz befindet sich hinter der Turnhalle in der Ortrander Straße.

### Seit 1990
Innenstadtsanierung 1993–2015
Vier Jahre nach der politischen Wende beschloss die Stadtverordnetenversammlung die Festlegung des 10 ha großen Sanierungsgebietes „Ruhlander Stadtkern“ mit den Zielen
- Stärkung der Rolle des Ortskerns
- Verbesserung des Ortsbildes
- Verbesserung der Wohnverhältnisse
- Erhöhung der Attraktivität des Stadtkerns

Dies geschah dann unter Beratung und Betreuung durch die Deutsche Stadt- und Grundstücksentwicklungsgesellschaft (DSK).
Mehr als 70 private Gebäude wurden gefördert und der öffentliche Raum komplett saniert.

### Verwaltungsgeschichte
Ruhland gehörte bis 1635 zur böhmischen Krone und ging danach mit den Lausitzen an das Kurfürstentum Sachsen über. 1815 kam die Stadt mit der gesamten nördlichen und östlichen Oberlausitz zu Preußen, wo sie zum Kreis Hoyerswerda gehörte – erst in der Provinz Brandenburg (1815–25), dann abwechselnd in den Provinzen Schlesien (1825–1919 und 1938–1941) und Niederschlesien (1919–1938 und 1941–1945). Da der Landkreis westlich der Oder-Neiße-Linie lag, wurde er 1945 Teil der sowjetischen Besatzungszone und in das Land Sachsen eingegliedert. Mit der Verwaltungsreform von 1952 kam Ruhland zum neugegründeten Kreis Senftenberg im DDR-Bezirk Cottbus (1990–1993 im Land Brandenburg). Seit der Kreisreform 1993 liegt die Gemeinde im Landkreis Oberspreewald-Lausitz.
Eingemeindungen
1974 wurde Arnsdorf auf eigenen Wunsch nach Ruhland eingemeindet; bis dahin gehörten nur die ersten Häuser zu Ruhland.
Am 13. März 2012 wurde der bis dahin zu Ruhland gehörende Wohnplatz Sorgenteich nach Guteborn umgegliedert.

### Geschichte der Ortsteile
Bis Ende 1928 war Ruhland in einen Stadt- und einen Gutsbezirk gegliedert. Das zu Naundorf (Teil des heutigen Schwarzheide) gehörende Zollhaus wurde 1910 zum Stadtbezirk eingemeindet. Im selben Jahr wurden in der Kolonie östlich der Bahnlinien (später „Neue Sorge“) die ersten Häuser entlang der jetzigen Theodor-Schmidt-Straße gebaut. Im Westen der Stadt wurden 1908–1922 Grün- und Parkanlagen (Prinzess-Luisen-Weg, Ehrenhain, Heldenhain) angelegt.
Die von 1921 bis 1923 entstandene Siedlung Schönburgsau gehörte anfangs zum Guts-, ab 1922 zum Amtsbezirk Ruhland. Prinz Ulrich, 6. Fürst von Schönburg-Waldenburg, ließ westlich des Schwarzwassers Wald abholzen und übergab Siedlern Baugrundstücke. Ab 1930 wurden diese Grundstücke meistbietend verkauft, auch an Personen mit Arbeit in Lauchhammer und Schwarzheide. Die Siedlung wurde zwischen 1935 und 1938 wesentlich erweitert.
Am 30. Mai 1997 erfolgte der erste Spatenstich zum „Wohnpark Neue Sorge“, womit das Wohngebiet östlich der Bahnlinie wesentlich erweitert wurde.

## Bevölkerungsentwicklung
| Jahr | Einwohner |
| ---- | --------- |
| 1875 | 1 786     |
| 1890 | 1 958     |
| 1910 | 2 626     |
| 1925 | 3 110     |
| 1933 | 3 395     |
| 1939 | 4 055     |

| Jahr | Einwohner |
| ---- | --------- |
| 1946 | 4 533     |
| 1950 | 4 669     |
| 1964 | 4 394     |
| 1971 | 4 345     |
| 1981 | 4 670     |
| 1985 | 4 612     |

| Jahr | Einwohner |
| ---- | --------- |
| 1990 | 4 325     |
| 1995 | 4 037     |
| 2000 | 4 262     |
| 2005 | 4 106     |
| 2010 | 3 896     |
| 2015 | 3 665     |

| Jahr | Einwohner |
| ---- | --------- |
| 2020 | 3 739     |
| 2021 | 3 767     |
| 2022 | 3 769     |
| 2023 | 3 734     |
| 2024 | 3 728     |

Gebietsstand des jeweiligen Jahres, Einwohnerzahl: Stand 31. Dezember (ab 1991), ab 2011 auf Basis des Zensus 2011, ab 2022 auf Basis des Zensus 2022

## Politik

### Stadtverordnetenversammlung
Die Stadtverordnetenversammlung von Ruhland besteht aus 16 Stadtverordneten und dem ehrenamtlichen Bürgermeister. Die Kommunalwahl am 9. Juni 2024 führte bei einer Wahlbeteiligung von 65,6 % (2019: 59,4 %) zu folgendem Ergebnis:
| Partei / Wählergruppe                | Stimmenanteil 2019 | Sitze 2019 |  | Stimmenanteil 2024 | Sitze 2024 |
| ------------------------------------ | ------------------ | ---------- |  | ------------------ | ---------- |
| SPD                                  | 26,6 %             | 4          |  | 36,7 %             | 6          |
| Unabhängiger Freier Wählerbund (UFW) | 18,5 %             | 3          |  | 26,6 %             | 4          |
| CDU                                  | 35,9 %             | 6          |  | 23,5 %             | 4          |
| Die Heimat (ehemals NPD)             | 05,4 %             | 1          |  | 07,4 %             | 1          |
| Die Linke                            | 08,7 %             | 1          |  | 03,4 %             | 1          |
| Bündnis 90/Die Grünen                | 04,8 %             | 1          |  | 02,4 %             | –          |
| Insgesamt                            | 100 %              | 16         |  | 100 %              | 16         |

### Bürgermeister
| Amtszeit                       | Name                                           | Bemerkungen                                            |
| ------------------------------ | ---------------------------------------------- | ------------------------------------------------------ |
| 1644                           | Lejudt                                         |                                                        |
| 1705                           | Spahn                                          |                                                        |
| 1793–1811                      | Christian Gottlieb Schneider (1742–1811)       |                                                        |
| 1811–1823                      | Christian Gotthelf Schneider (1777–1847)       |                                                        |
| 1834                           | Wesenburg                                      |                                                        |
| 27. August 1846                | Pilarik                                        |                                                        |
| 1888                           | Kunze                                          |                                                        |
| Oktober 1888                   | Carl Friedrich August Schimmelmann (1856–1930) | gründete den Verschönerungs-Verein                     |
| 7. März 1896                   | Irmler                                         |                                                        |
| 16. Juli 1908                  | Weymann                                        |                                                        |
| 1914–1918                      | Ernst Schneider (1850–1923)                    |                                                        |
| um 1922                        | Klepper                                        | kommissarisch, verfasste die Chronik der Stadt Ruhland |
| 10. August 1923–1945           | Ottmar Berghammer                              |                                                        |
| 1945–Sommer 1946               | Martin Kowacewie                               |                                                        |
| Sommer 1946–1949               | Paul Hoyk                                      |                                                        |
| 1. Februar 1950–31. Mai 1966   | Alfred Günzel                                  |                                                        |
| 1. Juni 1966–31. Dezember 1972 | Heinz Lungwitz                                 |                                                        |
| 1. Januar 1973–31. August 1976 | Peter Kortmann                                 |                                                        |
| 1. September 1976–5. Juni 1990 | Eberhard Krause                                |                                                        |
| 6. Juni 1990–19. Oktober 1998  | Hubert Pfennig                                 | FDP                                                    |
| 19. Oktober 1998–2. Juni 2013  | Eberhard Krause                                |                                                        |
| 3. Juni 2013–26. Mai 2019      | Uwe Kminikowski                                | CDU                                                    |
| seit 26. Mai 2019              | Thomas Höntsch                                 | SPD                                                    |

Höntsch wurde in der Bürgermeisterwahl am 26. Mai 2019 mit 50,7 % der gültigen Stimmen gewählt. Er wurde am 9. Juni 2024 mit 69,9 % der gültigen Stimmen in seinem Amt bestätigt. Seine Amtszeit beträgt fünf Jahre.

### Wappen
Das Wappen wurde am 10. November 1992 genehmigt.
Blasonierung: „In Gold ein schwarzer doppelköpfiger Adler mit roter Zunge und Bewehrung, über ihm schwebend eine rotgefütterte goldene Krone.“
Das Wappen war einst silber (weiß) und trägt einen zweiköpfigen Drachenvogel, so wie es an der Matzmühle zu sehen ist. Heute ist der Hintergrund goldgelb. Der Schützenverein trägt das Wappen mit einem blauen Hintergrund. Das Wappen des Amtes ist neu und ähnlich dem der Nachbarstadt Schwarzheide. Es zeigt die Amtsfarben Schwarz, Blau, Silber und die Amtskirche, die Kirche der Stadt Ruhland.

## Sehenswürdigkeiten und Kultur

### Baudenkmale
In der Liste der Baudenkmale in Ruhland stehen die in der Denkmalliste des Landes Brandenburg eingetragenen Denkmäler.
- Stadtkirche: Der Vorgängerbau stammt aus dem 15. Jahrhundert. Bei einem Brand 1768 wurde die Kirche beschädigt. 1772–74 wurde die Kirche nach Plänen von Samuel Locke wieder aufgebaut und erneuert. 1991 wurde die Kirche renoviert. Im Inneren befindet sich ein Taufstein aus dem Jahre 1710.

- Hauptgebäude der „Geschwister-Scholl-Schule“ in der Dresdener Straße 9
- Germaniadenkmal zwischen Kirchplatz und Bahnhofstraße, 1875 am Brauhausplatz mit der Auflistung von 1866 und 1870/1871 gefallenen Ruhlandern erbaut, 1939 aus verkehrstechnischen Gründen umgesetzt
- Gutshof, wird landläufig das Gebäude Gutshof 2 genannt. Das Gebäude beherbergt das Heimatmuseum und hat bei L-förmigem Grundriss ein Fachwerk-Obergeschoss, Krüppelwalmdach und massives Erdgeschoss mit Kreuzgewölbe im Ost-Teil.
- Nachbildung der kursächsischen Postmeilensäule von 1732[3][33] auf dem Marktplatz, eingeweiht am 13. Oktober 2012

### Geschichtsdenkmale
- Gedenkstein für neun sowjetische sowie ein Grabstein für einen niederländischen Zwangsarbeiter auf dem Friedhof von Ruhland
- Gedenkstein für neun Opfer von Krieg und Gewaltherrschaft auf dem Friedhof von Ruhland
- Sowjetischer Ehrenfriedhof gegenüber dem Friedhofsvorplatz von Ruhland

Weitergehende Angaben und Bilder zu diesen Geschichtsdenkmalen finden sich in der Liste von Denkmalen, Gedenksteinen und Steinkreuzen in Ruhland.

### Weitere Denkmale, Gedenksteine und Steinkreuze
- Geschwister-Scholl-Gedenkstein am Geschwister-Scholl-Weg
- Geschwister-Scholl-Gedenkstätte an der Geschwister-Scholl-Schule
- Prinzess-Luisen-Gedenkstein am Geschwister-Scholl-Weg
- Krieger-Denkmal Germania zwischen Kirchplatz und Bahnhofstraße
- Moltke-Denkmal am Geschwister-Scholl-Weg
- Turner-Denkmal am Geschwister-Scholl-Weg
- Turner-Denkmal in der Ortrander Straße an der Turnhalle
- Kreuz im „Heldenhain“ am Geschwister-Scholl-Weg
- 2 Steinkreuze: Dresdener Straße Ecke Kreuzstraße
- Stolperschwelle für Todesmarsch KZ-Außenlager Schwarzheide Karl-Liebknecht-Straße/Rudolf-Breitscheid-Straße

Siehe auch: Liste von Denkmalen, Gedenksteinen und Steinkreuzen in Ruhland
Weiterhin gibt es Gedenkbäume:
- Sängerlinde an Hofmanns Mühle in Arnsdorf (2011 vom Männergesangsverein 1883 Arnsdorf gepflanzt)
- Sängerlinde am Stadteingang Berliner Straße in Ruhland (2011 vom Gemischten Chor Ruhland gepflanzt)
- Sängerlinde am Stadteingang Berliner Straße in Ruhland (2011 vom Männergesangsverein 1846 Ruhland gepflanzt)
- Luther-Eiche (2018 als Symbol der Freundschaft zwischen Ruhland und Ortrand gepflanzt)[34]

Bilder zu diesen und Informationen zu weiteren Gedenkbäumen sind in der Liste der Gedenkbäume in Ruhland enthalten.

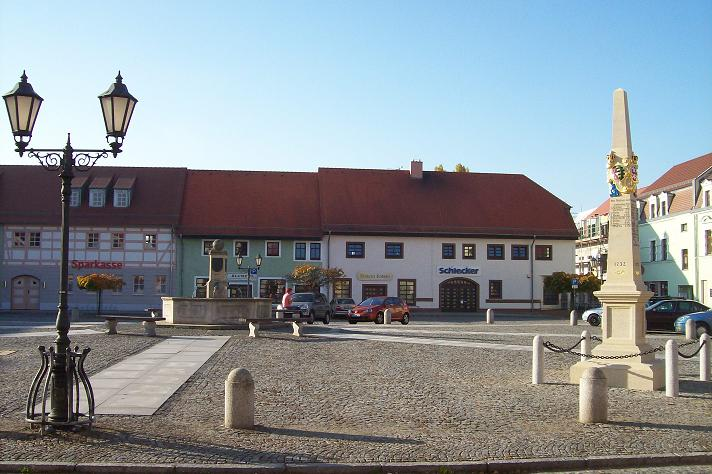
Kursächsische Postmeilensäule auf dem Markt
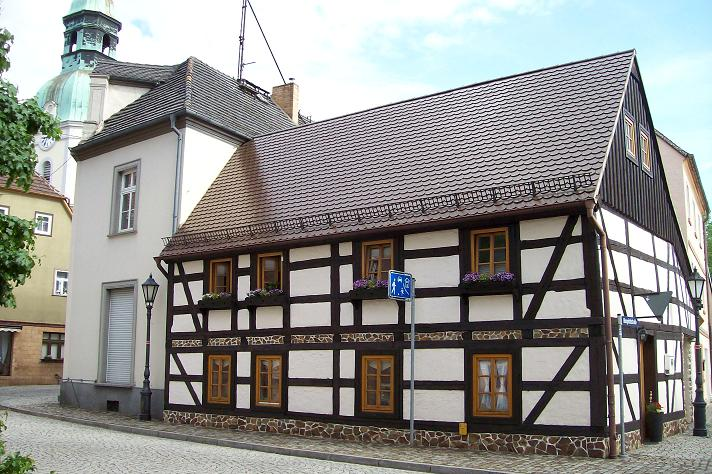
Fachwerkhaus aus der Zeit vor dem Stadtbrand[5] an der Ecke Bahnhofstraße/Hospitalstraße
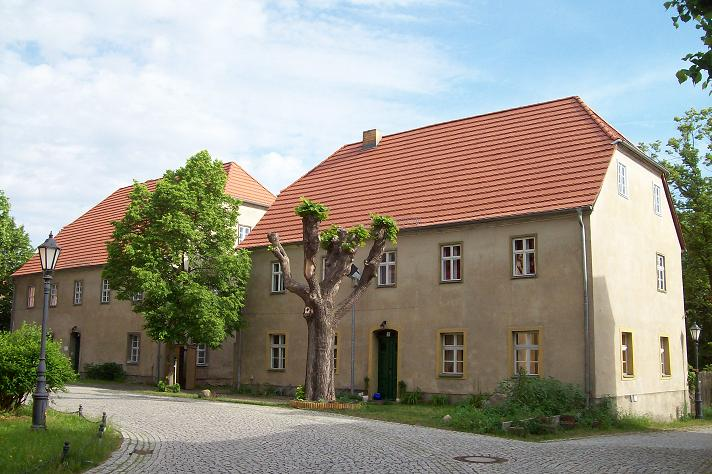
Pfarramt am Kirchplatz
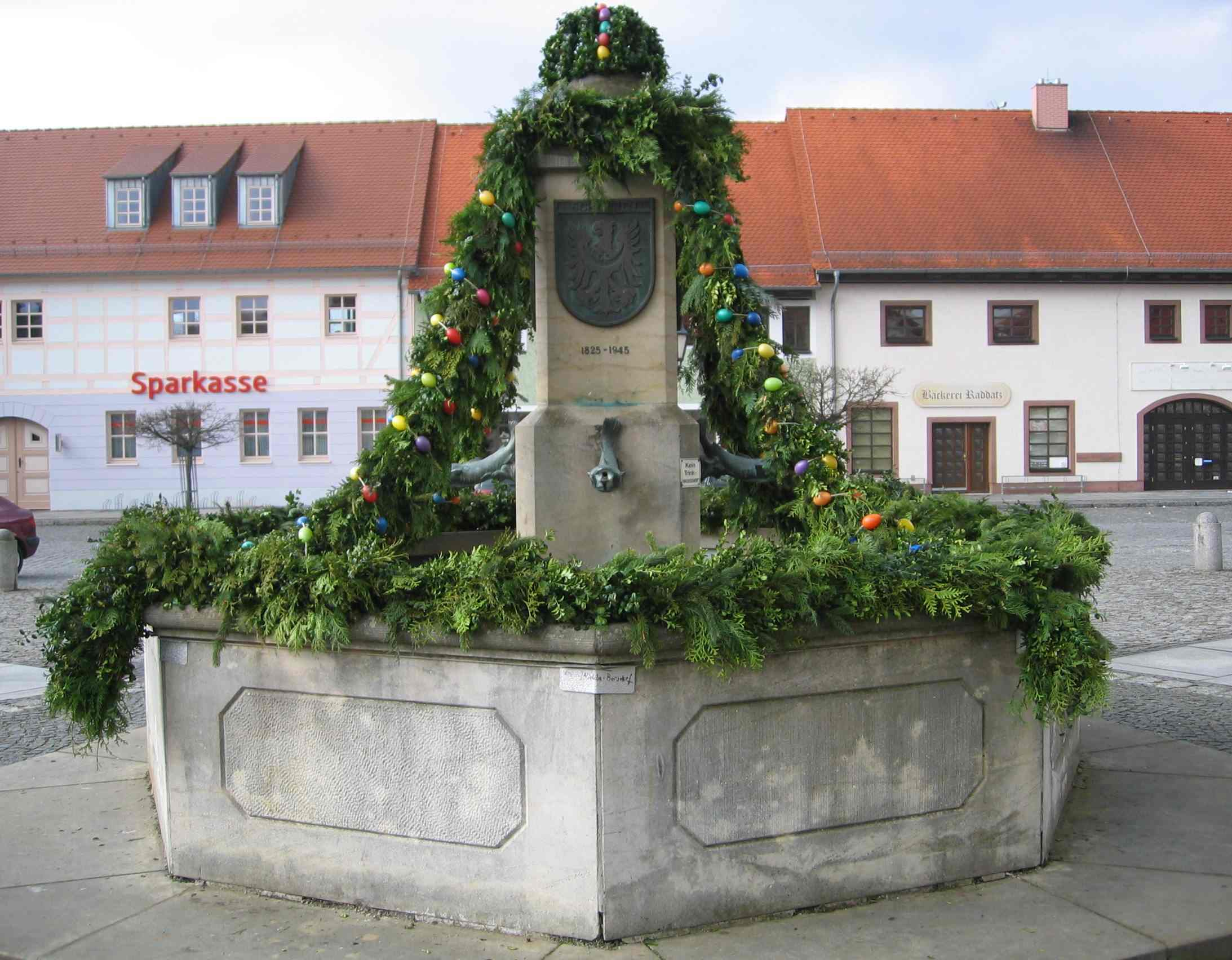
Marktbrunnen, geschmückt für das Osterbrunnensingen des Gemischten Chores
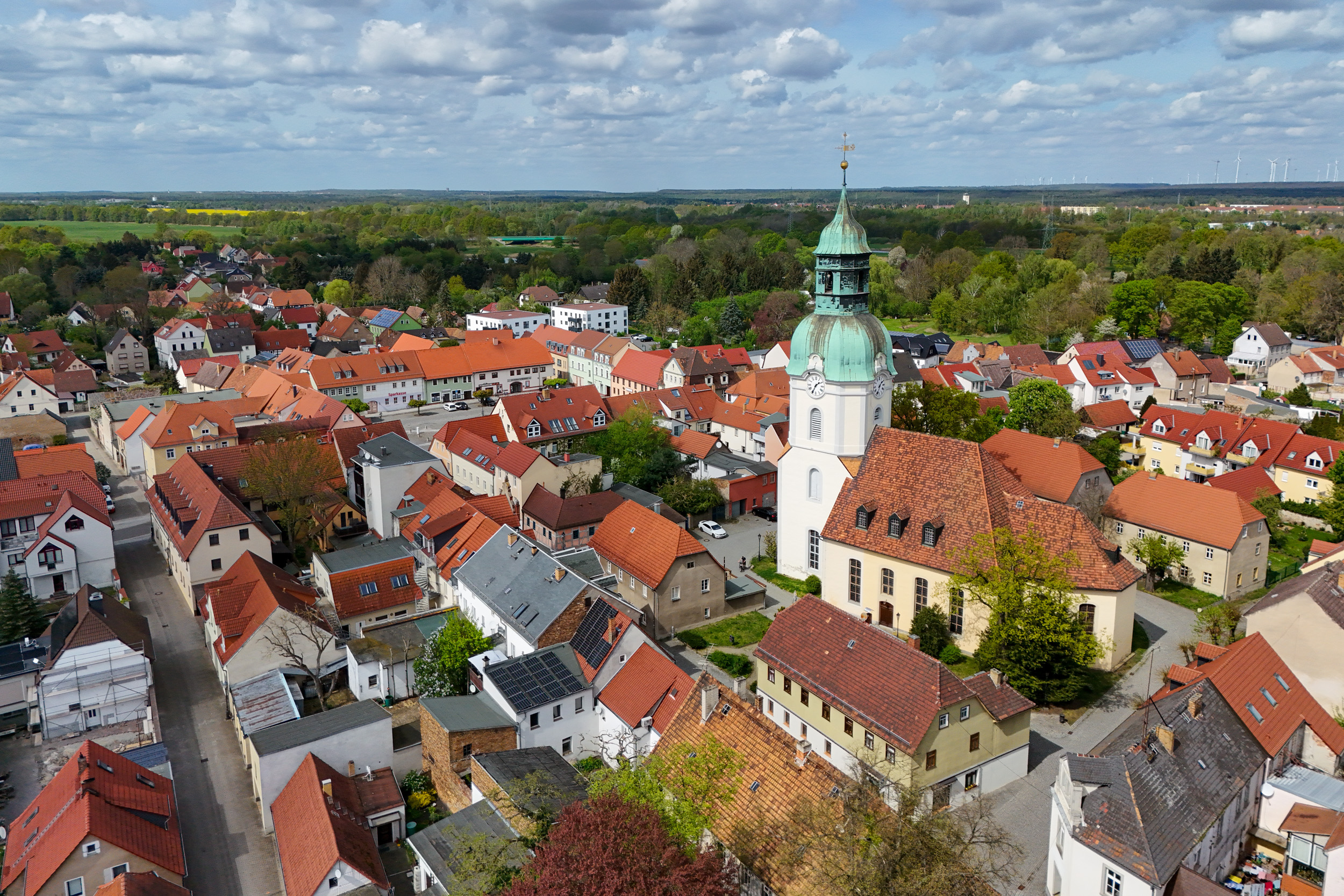
Kirche und Ortsmitte, 2024

### Heimatmuseum
Das Heimatmuseum im Gutshof zeigt Gebrauchsgegenstände und Werkzeuge aus Haushalt und altem Handwerk sowie wechselnde Sonderausstellungen. Im Ortsteil Arnsdorf zeigt der Verein Brauchtumspflege Arnsdorf seine Sammlungen auf Anfrage.

### Grünflächen, Naherholung und Naturschutz
Der Geschwister-Scholl-Weg in Ruhland ist ein örtlicher Wander- und Radweg durch den Stadtpark. Er verbindet den Anfang der Ortrander Straße mit dem Ende der Heinestraße und dem Ende des Neugrabenwegs (Anschluss an regionale Wanderwege). Ein großer Teil des Weges wird vom Ruhlander Schwarzwasser flankiert, das mit seinen baumbestandenen Ufern ein grünes Band durch Ruhland und den Ortsteil Arnsdorf bildet.
Die Stadt liegt im Landschaftsschutzgebiet Elsterniederung und westliche Oberlausitzer Heide zwischen Senftenberg und Ortrand. An der Bernsdorfer Straße liegt eine Binnendüne. Es gibt bedeutende Einzelbäume, die jedoch nicht in amtlichen Listen erfasst sind.

### Kunst am Wegrand

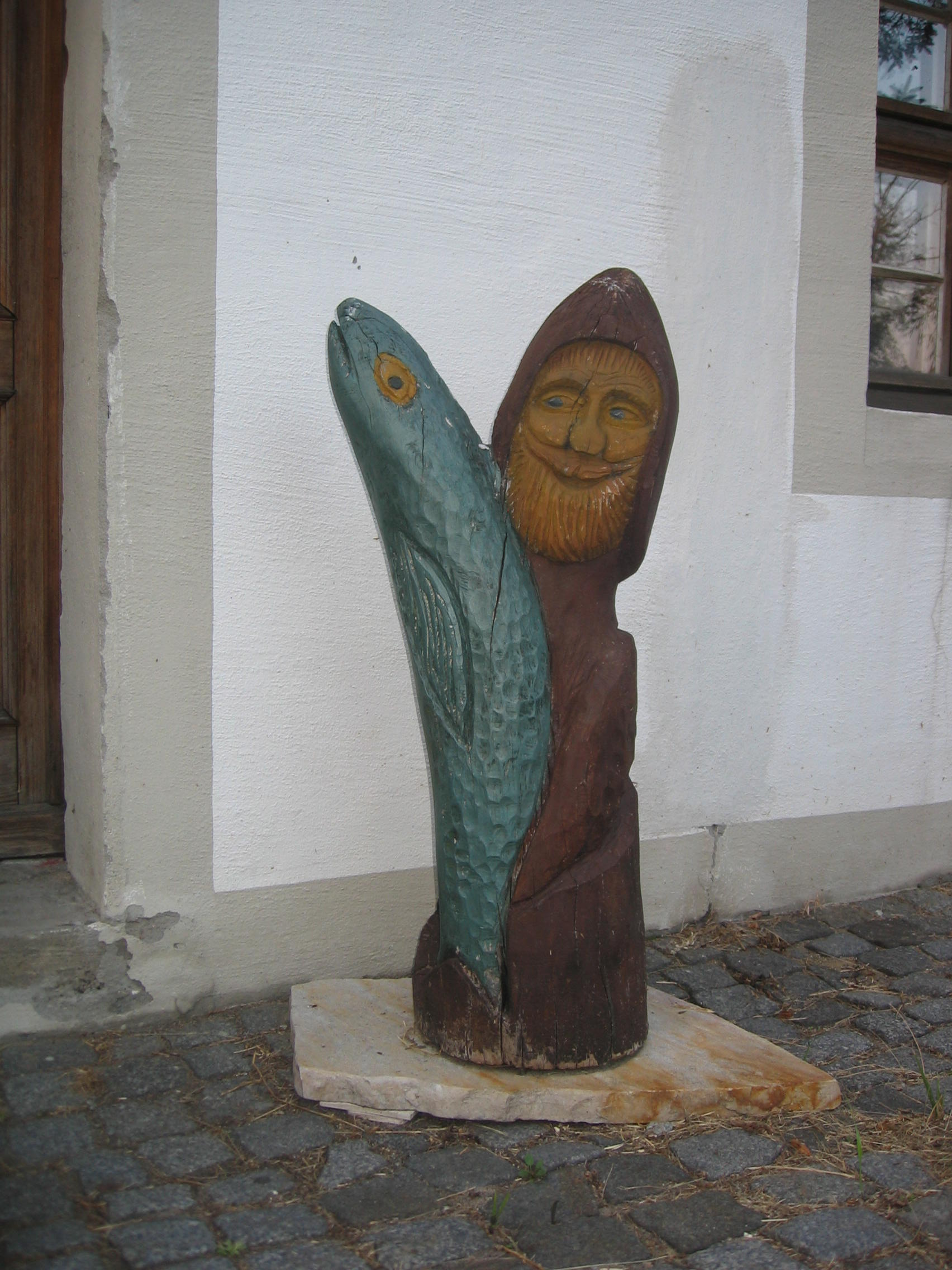
Gutshaus in Ruhland, Holzfigur rechts am Eingang; „Fischer“

Der Ruhlander Orthopädie-Schuhmachermeister Rudolf Schulze schuf verschiedene Schnitzereien aus Holz, die im Gutshof und an anderen Stellen ausgestellt werden. Einige der größeren Figuren stehen zwischen Ehrenhain und Sportplatzgebäude am Ost-Ufer des Schwarzwassers, gut sichtbar vom Geschwister-Scholl-Weg.
Trafostationen am Straßenrand sind mit Wandbildern geschmückt.

### Musik
In der Stadt Ruhland sind ein Spielmannszug, zwei Männerchöre, ein Gemischter Chor und ein Country-Tanzclub aktiv. In der evangelischen Kirche gibt es einen Blockflötenkreis und einen Posaunenchor.
Die Schüler der Außenstelle der Musikschule geben Konzerte, meist im Gutshof.

### Zollhaus
2012 kaufte Alfred Müller das leerstehende Zollhaus. Der von ihm mit gegründete Verein Verein-t im Zollhaus Ruhland baut seit 2012 das Zollhaus aus und betreibt eine sozial ausgerichtete Begegnungs- und Bildungsstätte für die Zusammenkunft und Betreuung von in besonderen sozial schwierigen Lebenssituationen befindlichen Familien, deren Mitgliedern, Alleinstehenden und Bedürftigen (insbesondere Suchtgefährdete und -abhängige). Darüber hinaus bietet der Verein Räumlichkeiten für kulturelle und bildende Veranstaltungen bzw. Zusammenkünfte an.
Der Verein organisiert und führt Veranstaltungen durch wie
- Vorlesungen
- Ausstellungen, Messen
- Versammlungen
- Liederabende
- Vorbereitung und Unterstützung bei gesellschaftlichen Anlässen
- Börsen mit Spendencharakter
- Themenabende
- Schuldnerberatung

Die Versorgung und Beköstigung bei Veranstaltungen ist alkoholfrei.

### Regelmäßige Veranstaltungen
- Knutfest: am 2. oder 3. Januarwochenende organisiert die Freiwillige Feuerwehr Ruhland ein Verbrennen der Weihnachtsbäume unter anderem mit Bratwurst und Ausschank von Glühwein; erstmals fand dies 2016 statt[41]
- Zampern der Kinder der Kindertagesstätte „Spurensucher“
- Zampern und anschließende Männerfastnacht gibt es in Arnsdorf seit 1969[42][43]
- Geschwister-Scholl-Gedenken: Seit dem 80. Jahrestag der Ermordung treffen sich am 22. Februar am Geschwister-Scholl-Gedenkstein Menschen zur Erinnerung, für Demokratie und gegen das Vergessen. Auch die Schüler der Schule versammeln sich an der dortigen Gedenkstätte.[44][45][46]
- Osterbrunnensingen: Ostersonnabend singt der Gemischte Chor Ruhland Frühlingslieder auf dem Marktplatz. Dazu wird der Marktbrunnen mit 25 m geflochtener Ranke geschmückt. Das erste Brunnensingen in Ruhland war am 29. März 1997.[47]
- Jährlich zu Himmelfahrt, „am Männertag“ ist das Zollhaus und auch der Zollhausgarten geöffnet, es gibt einen Trödelmarkt und Veranstaltungen für die ganze Familie, abends ein Live-Musik-Konzert.[48][49]
- Amtssängertreffen: Seit 29. April 2000 treffen sich die Chöre des Amtes jährlich zu einem gemeinsamen Konzert.[50]
- Schützenfest: seit 1994 organisiert die Schützengesellschaft Ruhland 1345 an einem der Wochenenden vor oder zu Pfingsten ein Schützenfest im Schützenhausgarten,[51] der Schützenhausplatz wird einbezogen. Das Schützenfest beginnt mit einem Umzug vom Markt zum Schützenhaus.[52]
- Nachtwanderung: An der Postmeilensäule startet die von einem Stadtwächter (zuerst Andreas Peter aus Guben, ab 2019 Christoph Ruhland aus Ruhland[53]) geführte Nachtwanderung durch Ruhland, vorbei an denkmalgeschützten und sanierten Gebäuden, deren Geschichte erklärt wird. Die Nachtwanderung endet am Gutshof.[54][55]
- Pferde- und Bauernmarkt in Arnsdorf: seit 1991[56] gibt es jährlich im August den Pferde- und Bauernmarkt mit kulturellen Einlagen und Einblicken in ländliches Brauchtum und altes Handwerk[57][58]
- Jährlich im Oktober führt die Schule ein Drachenfest durch, in der Regel auf den Buschwiesen.[59][60]
- Brunnenfest im Herbst: Seit 1995 gibt es im Herbst ein Brunnenfest[61] mit einer Brunnenkönigin.[62] Nach einer kurzen Pause lebte diese Veranstaltung 2014 wieder auf.[63]
- Halloween-Umzug: Seit 2001 organisiert der Karnevalsclub Ruhland (KCR) am Reformationstag einen Festumzug vom Marktplatz zum Schützenhaus, wo dann das Hexenfeuer entzündet wird.[64] Das zieht viele Besucher an: 1000 waren es 2008, doppelt so viele kamen 2015.[65][66][67]
- Nikolaus-Shopping: Der Verein „WIR FÜR RUHLAND“ organisiert seit 2006 am Freitagabend vor dem 6. Dezember ein Nikolaus-Shopping. Die Veranstaltung entspricht einem kleinen Weihnachtsmarkt mit zusätzlich geöffneten Geschäften. Die Chöre der Stadt treten mit Adventsprogrammen auf.[68]

## Wirtschaft und Infrastruktur
Die Liste der Straßen und Plätze in Ruhland enthält eine Übersicht der gegenwärtig vorhandenen benannten Straßen und Plätze sowie weitere öffentlich genutzte und nutzbare Flächen wie Kleingartenanlagen, Wohnhöfe und Friedhöfe sowie Wege, die für motorisierten Verkehr gesperrt sind.

### Wirtschaft
Ruhland hat eine fast 100-jährige Stahlbautradition. 1921 wurde die Firma Eisenbau Manig gegründet. Das Unternehmen wurde 1949 als VEB Stahl- und Brückenbau Ruhland verstaatlicht und 1990 reprivatisiert. Es firmiert unter dem Namen Lausitzer Stahlbau Ruhland GmbH.
Im April 1994 erfolgte der erste Spatenstich für das Gewerbegebiet „Große Wiesen“ am Südostrand des Ortes. Das Gebiet umfasst 174.000 m² und ist voll erschlossen.

### Verkehr
Die Liste der Straßen und Plätze in Ruhland enthält die öffentlich nutzbaren Straßen, Plätze und Wege sowie deren Nutzung und Anbindung.

#### Straße
Unmittelbar nördlich des Stadtgebietes verläuft die Bundesstraße 169 zwischen Elsterwerda und Senftenberg. Sie kreuzt an der Anschlussstelle Ruhland die A 13 Berlin–Dresden.
Ruhland liegt an der Landesstraße L 55 zwischen Schipkau und Ortrand sowie an der L 57, die Ruhland mit dem sächsischen Bernsdorf an der Bundesstraße 97 verbindet.
Mit dem 2016 begonnenen Umbau des Bahnhofs Ruhland und der Erneuerung der Brücken an der L 57 (Elsterbogen-Bernsdorfer Straße) wird die L 57 tiefer gelegt, um den Durchlass für Straßentransporte zu erhöhen. Dies beseitigt auch einen Engpass für das Gewerbegebiet „Große Wiesen“.
Ruhland ist seit 1938 an das Autobahnnetz angeschlossen. 1938 wurde in südlicher Richtung der Abschnitt Ruhland–Autobahndreieck Dresden-Nord eröffnet, allerdings bis zur Anschlussstelle Ortrand zunächst nur einbahnig. 1939 war dann die zweite Richtungsfahrbahn bis Ortrand fertiggestellt, dazu nach Norden die Strecke bis zur Anschlussstelle Calau (damals Bathow) mit zwei Richtungsfahrbahnen.

#### Eisenbahn
Der Bahnhof Ruhland ist ein Kreuzungsbahnhof der Deutschen Bahn AG; hier treffen sich die Bahnstrecken Hoyerswerda–Falkenberg und Großenhain–Cottbus. Der Bahnhof Ruhland wird von folgenden Bahnlinien bedient:
| Linie                    | Linienverlauf                                                                 | Takt (min)  | EVU              |
| ------------------------ | ----------------------------------------------------------------------------- | ----------- | ---------------- |
| RE 11                    | Hoyerswerda – Ruhland – Elsterwerda-Biehla – Falkenberg – Eilenburg – Leipzig | 120         | DB Regio Nordost |
| RE 13                    | Cottbus – Senftenberg – Ruhland – Elsterwerda-Biehla – Elsterwerda            | 120 (Mo–Fr) | DB Regio Nordost |
| RE 15                    | Hoyerswerda – Ruhland – Großenhain – Priestewitz – Dresden                    | 120         | DB Regio Nordost |
| RE 18                    | Cottbus – Senftenberg – Ruhland – Großenhain – Priestewitz – Dresden          | 120         | DB Regio Nordost |
| RB 49                    | Cottbus – Senftenberg – Ruhland – Elsterwerda-Biehla – Falkenberg             | 120         | DB Regio Nordost |
| Stand: 10. Dezember 2023 |                                                                               |             |                  |

Auf der Bahnstrecke Ruhland–Kostebrau wurde der Personenverkehr 1962 eingestellt.

#### Luftverkehr
Im nahe gelegenen Schwarzheide befindet sich ein Verkehrslandeflugplatz der Kategorie II.

### Schulen
Die „Geschwister-Scholl-Schule“ in Ruhland ist eine Oberschule mit Primarstufe und befindet sich in der Dresdener Straße 9. Eingeweiht wurde die Schule 1893 als „Kaiser-Wilhelm-Schule“. 1949 erfolgte die Umbenennung nach den Geschwistern Scholl.
Die „Lindenplatz-Schule“ beherbergt den Primarteil.
Im Gutshof befindet sich eine Außenstelle der Musikschule.

### Sport
Die Fußballmannschaft von Germania 1910 Ruhland spielt in der Saison 2024/25 in der Südbrandenburgliga.
Germania Ruhland wurde am 24. Juni 1910 im Schützenhaus gegründet. Zunächst wurde auf einem Platz in Naundorf (jetzt Schwarzheide-Ost) gespielt. 1920 war Einweihung des Platzes am Zollhaus an der Berliner Straße. Nach dem Zweiten Weltkrieg wurde ab 1947 der heutige Sportplatz an der Ortrander Straße zum Vereinsgelände. In der DDR trug der Verein den Namen Motor Ruhland. Seit 1990 ist der offizielle Name Germania 1910 Ruhland.

## Persönlichkeiten
Die Bürgermeister der Stadt sind unter Politik zu finden (da für mehrere Geburtsdatum und -ort nicht bekannt ist, kann hier eine Zuordnung in die Abschnitte nicht getroffen werden).

### Söhne und Töchter der Stadt
- Karl David Ackermann (1751–1811), Schauspieler, Sänger und Brauereibesitzer
- Johann Gottfried Immanuel Berger (1773–1803), lutherischer Theologe
- Robert Immanuel Berger (1805–1884), evangelischer Pfarrer und Schriftsteller, 1831 bis 1837 Subdiakon in Ruhland[77]
- Werner Rosenberg (1859–1930), Reichsgerichtsrat
- Ernst Rosenberg (1862–nach 1929), Reichsgerichtsrat
- Oswald Gette (1872–1941), Maler
- Richard Süßmuth (1900–1974), Glaskünstler
- Hellfried Dahlmann (1905–1988), klassischer Philologe
- Walter Richter-Ruhland (1910–1975), Schriftsteller
- Horst Bormann (1928–2015), Biologielehrer, Schöpfer des Schulgartens Ruhland
- Helmut Kalex (1931–2011), Althistoriker
- Christian Mileta (* 1954), Althistoriker
- Jochen Rohde (* 1964), Maler

### Mit der Stadt verbundene Persönlichkeiten
- Otto Werkmeister (Mediziner) (1878–1959), ab 1930 Arzt in Ruhland
- Helmut Holzhey (* 1937), Philosoph, wuchs in Ruhland auf
- Gerhart Lampa (1940–2010), Maler und Grafiker, lebte in Ruhland[78]
- Karl-Heinz Kretschmer (* 1948), Ingenieur und Politiker (CDU), als Produktionsleiter in Ruhland tätig
- Anatoli Rjaboschenko (* 1948), georgischer Maler, arbeitete mehrmals (zuletzt 2017) in Ruhland und malte die Stadt[79][80]
- Gerold Hildebrand (* 1955), DDR-Bürgerrechtler, wuchs in Ruhland auf
- Steffen Ziegert (* 1963), Heimatforscher, lebte in Guteborn und Ruhland[81][82][83]